# 烏爾薩 (伊利諾伊州)
烏爾薩（英語：Ursa）是位於美國伊利諾伊州亞當斯縣的一個村落。

## 地理
烏爾薩的座標為40°04′29″N 91°22′15″W / 40.07472°N 91.37083°W，而該地最高點為海拔高度179米（即587英尺）。

## 人口
根據2010年美國人口普查的數據，烏爾薩的面積為1.80平方千米，均為陸地。當地共有人口626人，而人口密度為每平方千米347人。